# Distillation extractive
La distillation extractive est une distillation utilisée pour séparer des mélanges azéotropes ou contenant des composés ayant des températures d'ébullition proches. Ces deux types de mélange ne peuvent pas être séparés par une distillation conventionnelle.

## Procédé

Schéma de procédé montrant un appareil de distillation extractive. Les composés A et B du mélange sont séparés dans la première colonne grâce à l'agent d'entraînement E. B et E passe dans la seconde colonne où B est récupéré et E est régénéré.

La distillation extractive utilise un additif, appelé agent d'entraînement, qui augmente la volatilité de l'un des composants ou modifie fortement les coefficients d'activité des substances à séparer dans des directions différentes et donc le facteur de séparation {\displaystyle \alpha _{12}} devient nettement différent de 1 (1 = azéotrope) :
{\displaystyle \alpha _{12}={\frac {\gamma _{1}\cdot P_{1}^{s}}{\gamma _{2}\cdot P_{2}^{S}}}}

γ: coefficients d'activité 
Ps: pressions de vapeur des corps purs
Deux colonnes sont utilisées. Habituellement, l'agent d'entraînement est alimenté près du haut de la première colonne (colonne d'extraction) et le mélange à séparer est introduit dans une zone inférieure de cette colonne afin d'obtenir le meilleur mélange possible. L'agent d'entraînement peut être retiré par le bas de cette même colonne avec l'une des substances à séparer. La seconde colonne (colonne de régénération) est utilisée pour séparer (régénérer) l'agent d'entraînement de la substance extraite. 

## Exemple
Un exemple typique d'une distillation extractive est la séparation de l'azéotrope benzène - cyclohexane. Par l'addition d'un agent d'entraînement (jusqu'à 40 pour-cent en mole de N-méthyl-2-pyrrolidone (NMP) par exemple), l'azéotrope est brisé (composition liquide x = composition de vapeur y) et la séparation est rendue possible.

## Sélection de l'agent d'entraînement
L'agent d'entraînement ne doit pas introduire un nouvel azéotrope, c'est-à-dire former un azéotrope avec une des substances à séparer, pour ceci il doit avoir une température d'ébullition plus élevée ou une pression de vapeur saturante nettement inférieure à celle de ces substances. 
Une autre condition préalable pour la sélection d'un agent d'entraînement approprié pour la distillation extractive est la miscibilité complète avec tous les composants du mélange à séparer. En outre, il devrait être peu coûteux, disponible et non toxique, et avoir une faible viscosité.
La sélection d'une substance appropriée peut être effectuée à l'aide de banques de données pour les équilibres liquide-gaz et les coefficients d'activité (en particulier les coefficients d'activité à dilution infinie, γ∞). Les liquides organiques et les liquides ioniques peuvent être utilisés comme agents d'entraînement. Pour la sélection des agents d'entraînement, des modèles d'estimation des coefficients d'activité, tels que la Unifac, sont utilisés sur mesure pour le problème de séparation.